# Microsoft InterConnect
O Microsoft InterConnect, também conhecido como Microsoft Office InterConnect, era um gerenciador de informações pessoais que criava cartões de visita digitais com contatos do Microsoft Office Outlook e foi lançado em duas versões:
- Microsoft Office InterConnect Lite (somente com a versão 2004, com alguns recursos a menos)
- Microsoft Office InterConnect 2004/2007 (versão completa com todos os recursos)

O Microsoft Office InterConnect foi lançado inicialmente em 2004, com o Microsoft Office InterConnect 2004 e o Microsoft Office InterConnect Lite, e outra versão foi lançada em 2007 e fazia parte do 2007 Microsoft Office System. Algumas atualizações foram lançadas para este programa, como Microsoft Office InterConnect 2004 SP2 ou Microsoft Office InterConnect 2007 SP3.
Com a versão 2007, o Microsoft Office InterConnect foi lançado em dois idiomas:
- Microsoft Office InterConnect 2007 Japonês (programa clássico, sem service packs e outros idiomas além do japonês)
- Microsoft Office InterConnect 2007 com Service Pack 3 (japonês e inglês incluídos na ISO, com recursos clássicos e SP3 pré-instalado)

O Microsoft Office InterConnect requer o Outlook 2003 (somente em japonês para a versão 2004)/Outlook 2007 ou 2010 e uma conta de e-mail POP3.
No Windows XP, este software requer a instalação de idiomas orientais.

Microsoft Office InterConnect 2004 com Service Pack 2 instalado no Windows XP

Este programa foi abandonado, porém alguns de seus recursos foram incluídos no Microsoft Office 2010.
O Microsoft Office InterConnect usa o site do Microsoft Office Online para oferecee ajuda, suporte e downloads.